# Bernard Mayaud
Bernard Mayaud, né à Saumur le 4 septembre 1925 et mort le 5 avril 2005 à Solesmes, est un généalogiste français, historien local, spécialiste de la généalogie des familles de l'Anjou.

## Biographie
Auteur de plusieurs ouvrages de 1981 à 1996, sur la généalogie de familles de l'Anjou,, et de conférences ou articles sur le sujet. Co-auteur de nombreux livres dans la collection Revue Histoire & Généalogie.
Ancien administrateur de la Fédération Française de Généalogie (F.F.G), titulaire de la médaille de la F.F.G, président du Centre Généalogique de Loire Atlantique (C.G.L.A), membre d'honneur de l'Association pour le Dictionnaire des Familles d'Anjou (A.D.F.A) auprès de laquelle il a déposé son fonds de recherche.

## Sources
- Armorial Mayaud[7].